# Xavier Godefroy d'Yzarn de Freissinet de Valady
Xavier Godefroy d'Yzarn de Freissinet de Valady, dit Yzarn de Valady, marquis de Freissinet, né le 23 septembre 1766 à Villefranche-de-Rouergue dans le Rouergue, mort le 5 décembre 1793 à Périgueux en Dordogne, est un militaire, un noble et un homme politique de la Révolution française. 

## Biographie
Fils de Louis-Joseph d'Yzarn de Freissinet, comte de Valady, seigneur de Cropières et de Marie-Anne Jurquet de Montjésieu, il se marie contre l'avis de ses parents en 1783 à Paris avec Louise Charlotte de Rigaud de Vaudreuil, fille du marquis de Vaudreuil, chef d'escadre, lieutenant des armées navales, qui sera député de la Noblesse aux États généraux en 1789. Séparé en 1791 de sa femme à 25 ans et mort à 27, il n'a pas eu d'enfants.
Contrairement à son père qui est fortuné, mais qui réside sur ses terres, il continue à vivre à Paris et à Versailles, menant une vie mondaine et élégante, faisant d'importantes dettes. En 1785, il est admis aux honneurs de la Cour.
Le 23 septembre 1781, il est enseigne surnuméraire dans le régiment Gardes-Françaises. Il démissionne de ce régiment le 9 mars 1788. 

### Mandat à la Convention
La monarchie constitutionnelle, mise en place par la constitution du 3 septembre 1791, prend fin à l'issue de la journée du 10 août 1792 : les bataillons de fédérés bretons et marseillais et les insurgés des faubourgs de Paris prennent le palais des Tuileries. Louis XVI est suspendu et incarcéré, avec sa famille, à la tour du Temple. 
En septembre 1792, Xavier Yzarn de Valady est élu député du département de l'Aveyron, le neuvième et dernier, à la Convention nationale.
Il siège sur les bancs de la Gironde. Lors du procès de Louis XVI, il refuse de se prononcer lors du premier appel nominal, relatif à la culpabilité du roi : «  J'ai pensé qu'il n'était point jugeable, et par conséquent je m'abstiens de voter [...] ». Il vote « la détention » et se prononce en faveur de l'appel au peuple et du sursis à l'exécution de la peine. En avril 1793, il est absent lors du scrutin sur la mise en accusation de Jean-Paul Marat. En mai, il vote en faveur du rétablissement de la Commission des Douze. 
Yzarn de Valady n'est pas décrété d'arrestation à l'issue des journées du 31 mai et du 2 juin. En revanche, il est décrété « traître à la patrie » le 28 juillet après le rapport de Bertrand Barère (député des Hautes-Pyrénées), au nom du Comité de Salut public, pour avoir quitté Paris et avoir rejoint Caen où se trouvaient les députés fugitifs. Il est remplacé à la Convention par Jean-Pierre Félix Roux le 23 vendémiaire an II (le 14 octobre 1793). 
Yzarn de Valady est découvert à Périgueux le 14 frimaire (le 4 décembre) par Pierre Roux-Fazillac (député de la Dordogne), alors envoyé en mission dans les départements de la Charente et de la Dordogne. Il est guillotiné le lendemain. 

## Sources
- « Xavier Godefroy d'Yzarn de Freissinet de Valady », dans Adolphe Robert et Gaston Cougny, Dictionnaire des parlementaires français, Edgar Bourloton, 1889-1891 [détail de l’édition]